# Ciliegia Malizia
Malizia è una varietà di ciliegia, diffusa in Campania.
Il raccolto avviene da maggio. Il frutto si caratterizza per avere una dimensione grande, con il colore della buccia rosso, punteggiato.
Il sapore è un po' acido, la polpa tenera.